# Réaumur (Vendée)
Réaumur és un municipi francès situat al departament de Vendée i a la regió de País del Loira. L'any 2007 tenia 786 habitants.

## Demografia

### Població
El 2007 la població de fet de Réaumur era de 786 persones. Hi havia 301 famílies de les quals 70 eren unipersonals (21 homes vivint sols i 49 dones vivint soles), 107 parelles sense fills, 120 parelles amb fills i 4 famílies monoparentals amb fills.
La població ha evolucionat segons el següent gràfic:
Habitants censats

### Habitatges
El 2007 hi havia 360 habitatges, 309 eren l'habitatge principal de la família, 24 eren segones residències i 26 estaven desocupats. 349 eren cases i 5 eren apartaments. Dels 309 habitatges principals, 234 estaven ocupats pels seus propietaris, 73 estaven llogats i ocupats pels llogaters i 2 estaven cedits a títol gratuït; 13 tenien dues cambres, 35 en tenien tres, 90 en tenien quatre i 171 en tenien cinc o més. 270 habitatges disposaven pel capbaix d'una plaça de pàrquing. A 139 habitatges hi havia un automòbil i a 146 n'hi havia dos o més.

### Piràmide de població
La piràmide de població per edats i sexe el 2009 era:
| Homes | Edats   | Dones |
| ----- | ------- | ----- |
| 0     | 95 o +  | 0     |
| 0     | 90 a 94 | 0     |
| 12    | 85 a 89 | 8     |
| 4     | 80 a 84 | 8     |
| 12    | 75 a 79 | 12    |
| 24    | 70 a 74 | 16    |
| 12    | 65 a 69 | 24    |
| 24    | 60 a 64 | 16    |
| 28    | 55 a 59 | 16    |
| 20    | 50 a 54 | 40    |
| 28    | 45 a 49 | 12    |
| 24    | 40 a 44 | 36    |
| 28    | 35 a 39 | 24    |
| 16    | 30 a 34 | 12    |
| 24    | 25 a 29 | 24    |
| 32    | 20 a 24 | 20    |
| 36    | 15 a 19 | 24    |
| 20    | 10 a 14 | 44    |
| 8     | 5 a 9   | 24    |
| 20    | 0 a 4   | 20    |

## Economia
El 2007 la població en edat de treballar era de 497 persones, 409 eren actives i 88 eren inactives. De les 409 persones actives 389 estaven ocupades (210 homes i 179 dones) i 18 estaven aturades (6 homes i 12 dones). De les 88 persones inactives 40 estaven jubilades, 30 estaven estudiant i 18 estaven classificades com a «altres inactius».

### Ingressos
El 2009 a Réaumur hi havia 317 unitats fiscals que integraven 834,5 persones, la mediana anual d'ingressos fiscals per persona era de 15.271 €.

### Activitats econòmiques
Dels 24 establiments que hi havia el 2007, 2 eren d'empreses alimentàries, 2 d'empreses de fabricació d'altres productes industrials, 5 d'empreses de construcció, 3 d'empreses de comerç i reparació d'automòbils, 1 d'una empresa d'hostatgeria i restauració, 3 d'empreses financeres, 2 d'empreses immobiliàries, 4 d'empreses de serveis i 2 d'empreses classificades com a «altres activitats de serveis».
Dels 10 establiments de servei als particulars que hi havia el 2009, 1 era una oficina bancària, 2 tallers de reparació d'automòbils i de material agrícola, 1 paleta, 1 guixaire pintor, 1 fusteria, 1 lampisteria, 1 electricista i 2 perruqueries.
Els 2 establiments comercials que hi havia el 2009 eren fleques.
L'any 2000 a Réaumur hi havia 42 explotacions agrícoles que ocupaven un total de 1.820 hectàrees.

## Equipaments sanitaris i escolars
El 2009 hi havia una escola elemental.

## Poblacions més properes
El següent diagrama mostra les poblacions més properes.